# Mirage (album d'Armin van Buuren)
Pour les articles homonymes, voir Mirage (homonymie).
Albums de Armin van Buuren
Imagine
(2008) Intense
(2013)
Singles
1. Full Focus
Sortie : 24 juin 2010
2. Not Giving Up on Love
Sortie : 20 août 2010
3. Drowning
Sortie : 22 mars 2011
4. Youtopia
Sortie : 13 décembre 2011

Mirage est le quatrième album studio du disc jockey et producteur de musique néerlandais Armin van Buuren, sorti le 10 septembre 2010. Il succède à Imagine (2008) et précède Intense (2013).

## Liste des pistes

### Version originale
| No  | Titre                                             | Durée |
| --- | ------------------------------------------------- | ----- |
| 1.  | Desiderium 207 (featuring Susana)                 | 2:08  |
| 2.  | Mirage                                            | 6:41  |
| 3.  | This Light Between Us (featuring Christian Burns) | 5:09  |
| 4.  | Not Giving Up on Love (avec Sophie Ellis-Bextor)  | 2:52  |
| 5.  | I Don't Own You                                   | 6:46  |
| 6.  | Full Focus                                        | 4:41  |
| 7.  | Take a Moment (featuring Winter Kills)            | 5:02  |
| 8.  | Feels So Good (featuring Nadia Ali)               | 3:57  |
| 9.  | Virtual Friend (featuring Sophie Hunter)          | 7:11  |
| 10. | Drowning (featuring Laura V)                      | 2:45  |
| 11. | Down to Love (featuring Ana Criado)               | 4:15  |
| 12. | Coming Home                                       | 6:20  |
| 13. | These Silent Hearts (featuring BT)                | 5:48  |
| 14. | Orbion                                            | 5:17  |
| 15. | Minack (with Ferry Corsten)                       | 6:43  |
| 16. | Youtopia (featuring Adam Young)                   | 3:59  |

| 17. | Breathe in Deep (featuring Fiora)                | 6:10 |
| 18. | Take Me Where I Wanna Go (featuring VanVelzen)   | 7:21 |
| 19. | I Surrender (featuring Cathy Burton)             | 8:06 |
| 20. | Love Too Hard (featuring Jessie Morgan)          | 7:18 |
| 21. | Virtual Friend (Acoustic Mix) (featuring Sophie) | 3:55 |

### Deluxe Edition
| 1. | Breathe in Deep (featuring Fiora)                     | 6:10 |
| 2. | Take Me Where I Wanna Go (featuring VanVelzen)        | 7:21 |
| 3. | I Surrender (featuring Cathy Burton)                  | 8:06 |
| 4. | Love Too Hard (featuring Jessie Morgan)               | 7:18 |
| 5. | Virtual Friend (Acoustic Mix) (featuring Sophie)      | 3:55 |
| 6. | Neon Hero (featuring Christian Burns and Bagga Bownz) | 8:21 |

| 1.  | Desiderium 207 (featuring Susana) (Leon Bolier Peaktime Remix)        | 6:50 |
| 2.  | Mirage                                                                | 6:22 |
| 3.  | Youtopia (featuring Adam Young) (Michael Woods Remix)                 | 7:29 |
| 4.  | Full Focus (Chris Schweizer Mix)                                      | 7:46 |
| 5.  | Breathe in Deep (featuring Fiora) (The Blizzard Remix)                | 7:29 |
| 6.  | Who's Watching (featuring Nadia Ali) (Mike Shiver's Garden State Mix) | 7:43 |
| 7.  | Rain (featuring Cathy Burton) (Maor Levi Mix)                         | 8:44 |
| 8.  | Touch Me (as Rising Star) (Sebastian Brandt Remix)                    | 7:19 |
| 9.  | Blue Fear (Orjan Nilsen Remix)                                        | 8:05 |
| 10. | Use Somebody (by Laura Jansen) (Armin van Buuren Rework)              | 8:20 |

La Deluxe Edition inclut un DVD avec les clips musicaux.

## Classement par pays

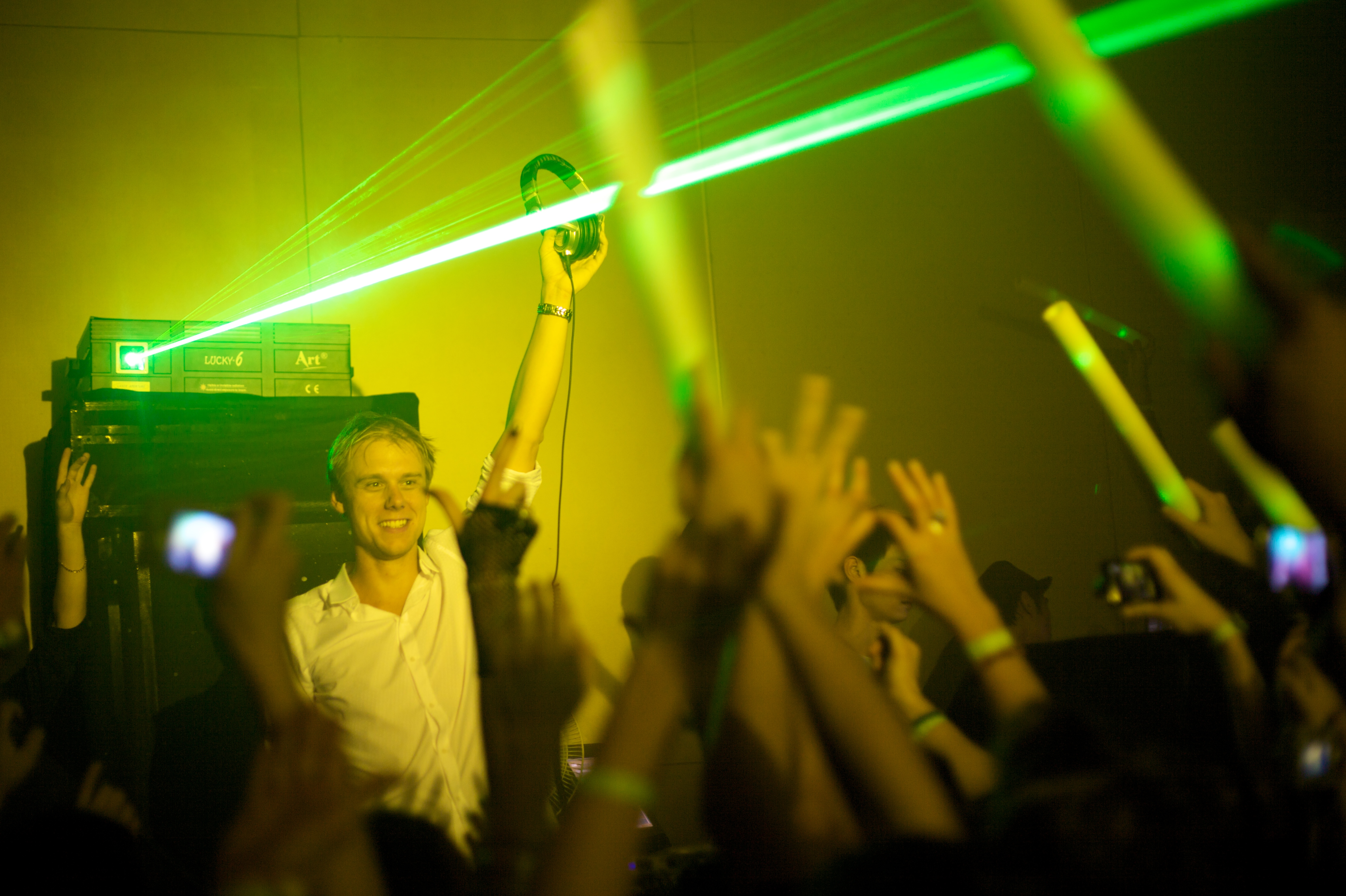
Armin van Buuren en 2009.

| Classement (2010)                  | Meilleure position |
| ---------------------------------- | ------------------ |
| Belgique Albums Chart (Flandre)    | 10                 |
| Belgique Albums Chart (Wallonie)   | 58                 |
| Pays-Bas Albums Chart              | 3                  |
| Allemagne Albums Chart             | 42                 |
| Mexique Albums Chart               | 12                 |
| Russie Albums Chart                | 2                  |
| Royaume-Uni UK Albums Chart        | 113                |
| États-Unis Billboard 200           | 148                |
| États-Unis Dance/Electronic Albums | 5                  |